# Yoshiaki Koizumi
Pour les articles homonymes, voir Koizumi (homonymie).
Yoshiaki Koizumi (小泉歓晃, Koizumi Yoshiaki, né en 1968) est un concepteur de jeux vidéo japonais travaillant pour l'entreprise Nintendo. Il est, depuis le début des années 1990, l'un des principaux créateurs des séries The Legend of Zelda et Super Mario. En 2003 il fonde avec Takao Shimizu le nouveau studio de développement Nintendo EAD Tokyo.

## Carrière
Yoshiaki Koizumi nait en 1968 au Japon. Très attiré par le cinéma, il souhaite dans ses jeunes années devenir cinéaste. Après avoir obtenu un diplôme à l'université des arts d'Osaka, il entre dans la société Nintendo. Ses premiers travaux sont l'illustration des manuels et jaquettes au début des années 1990. Sa première mission consiste à écrire le manuel de The Legend of Zelda: A Link to the Past et à en réaliser les illustrations, et notamment les montagnes en arrière-plan, sur l'illustration principale,,. En 1993, malgré le fait qu'il opère dans un autre service, il est appelé par Takashi Tezuka pour travailler sur le scénario de The Legend of Zelda: Link's Awakening sur le Game Boy. Il rédige les dialogues et réalise quelques scènes cinématiques (dont la cinématique d'ouverture). Pour Satoru Iwata, c'est la première fois que l'intrigue d'un jeu Zelda est aussi développée, ce qui deviendra un standard dans les épisodes suivants.
Il travaille ensuite sur la création CG pour le jeu Super Mario World 2: Yoshi's Island dirigé par Tezuka et produit par Shigeru Miyamoto. Puis il est appelé en tant que directeur assistant aux côtés de Tezuka sur Super Mario 64, le nouvel opus de la fameuse série Super Mario créé pour le lancement de la nouvelle console de salon Nintendo 64. Il est aussi responsable de l'animation 3D avec Satoru Takizawa. Il travaille ensuite sur The Legend of Zelda: Ocarina of Time le nouvel épisode de The Legend of Zelda, en tant que directeur aux côtés de Toru Osawa, Yoichi Yamada et Eiji Aonuma. Le jeu connait un grand succès et reste encore aujourd'hui l'un des produits les mieux notés de l'histoire des jeux vidéo. Miyamoto demande alors à l'équipe de créer un nouveau jeu avec les graphismes (le moteur) de cet épisode. Le premier projet consiste en une réédition du jeu avec de nouveaux donjons qui s'intitule Ura Zelda (plus tard édité en partie dans Master Quest). Mais Koizumi et Aonuma préfèreraient faire un tout nouveau jeu. Au terme d'un désaccord, Miyamoto propose à Aonuma et à Koizumi de faire un nouveau jeu mais à condition de respecter un délai d'un an de production (contre trois pour Ocarina of Time). Le nouvel épisode s'intitule The Legend of Zelda: Majora's Mask et sort en avril 2000 au Japon.
Il travaille ensuite sur les nouvelles itérations des séries Super Mario et The Legend of Zelda pour le GameCube. Il dirige avec Kenta Usui le développement de Super Mario Sunshine qui sort en juillet 2002, et avec Aonuma le développement de The Legend of Zelda: The Wind Waker qui sort en décembre de la même année.

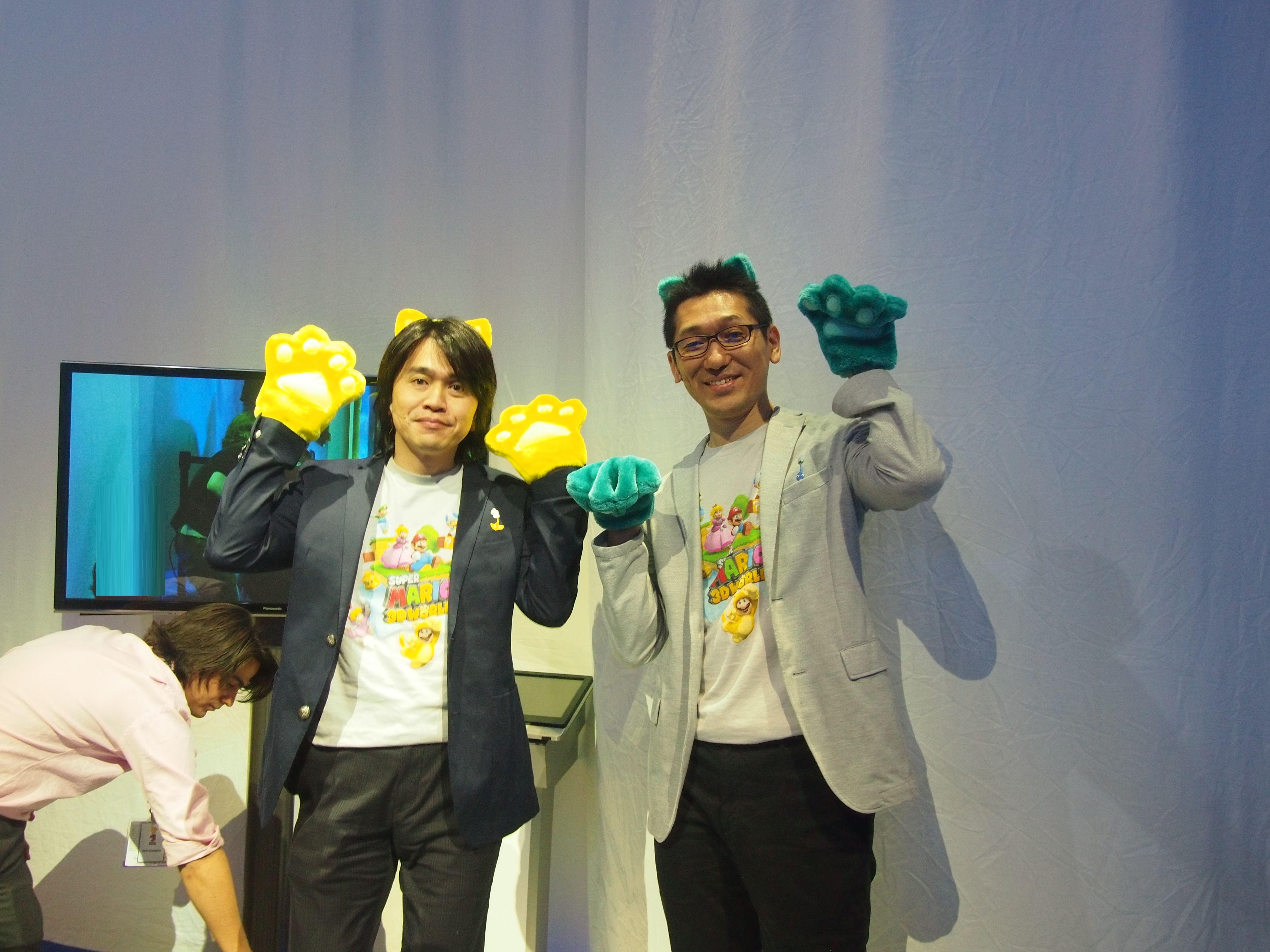
Yoshiaki Koizumi (à gauche) en compagnie de Koichi Hayashida à l'E3 2013.

En 2003, il monte avec Takao Shimizu un nouveau studio de développement, le Nintendo EAD Tokyo, une annexe du Nintendo EAD. Après avoir achevé Donkey Kong: Jungle Beat, Koizumi pense continuer avec un deuxième projet assez modeste mais Miyamoto l'invite à tenter le développement d'un projet d'envergure. Son équipe et lui décident alors de se lancer dans la création d'un nouveau Super Mario en utilisant un concept que Miyamoto souhaite développer depuis plusieurs années : un jeu se basant sur de petits stages sphériques. Le développement ne se fait pas sans mal mais le produit final est extrêmement bien reçu, tant par la critique que par le public.
Il laisse la réalisation de Super Mario Galaxy 2 à Koichi Hayashida pour occuper le poste de producteur aux côtés de Takashi Tezuka.
Il est le producteur de Super Mario Odyssey et également le producteur de la nouvelle console de Nintendo, la Nintendo Switch.

## Travaux
- 1991 : The Legend of Zelda: A Link to the Past, illustrateur, création du manuel[7]
- 1992 : Super Mario Kart, illustrateur[8]
- 1993: The Legend of Zelda: Link's Awakening, script, cinématiques[9]
- 1995 : Super Mario World 2: Yoshi's Island, création CG[10]
- 1996 : Super Mario 64, directeur adjoint, animateur 3D[11]
- 1998 : The Legend of Zelda: Ocarina of Time, co-directeur[12]
- 2000 : The Legend of Zelda: Majora's Mask, co-directeur[13]
- 2002 : Super Mario Sunshine, co-directeur[14]
- 2002 : The Legend of Zelda: The Wind Waker, directeur adjoint[15]
- 2003 : The Legend of Zelda: Ocarina of Time - Master Quest, 3D system director[16]
- 2004 : Donkey Kong: Jungle Beat, directeur[17]
- 2007 : Super Mario Galaxy, directeur[18]
- 2008 : Flipnote Studio, producteur
- 2010 : Super Mario Galaxy 2, producteur
- 2011 : Super Mario 3D Land, producteur
- 2013 : Super Mario 3D World, producteur
- 2014 : Flipnote Studio 3D, producteur
- 2015 : Captain Toad: Treasure Tracker, producteur
- 2017 : Super Mario Odyssey, producteur